# Musée Jean-de-La-Fontaine
Le musée Jean-de-La-Fontaine est un musée d'art et d'histoire essentiellement consacré à Jean de La Fontaine et à son œuvre. Il est installé dans la maison natale du poète à Château-Thierry, dans l'Aisne. Il bénéficie de l'appellation Musée de France et du label Maisons des Illustres.
La maison natale de Jean de La Fontaine est un bel hôtel particulier datant du XVIe siècle, situé au pied du vieux château de la ville. Le père de Jean de La Fontaine, qui occupe la charge de Maître des eaux et forêts, achète probablement cette maison lors de son mariage en 1617 ou peu après. Jean de La Fontaine y naît en 1621 et y passe son enfance. Après ses études, il partage son temps entre Paris, où il mène une vie mondaine et aspire à une carrière littéraire, et Château-Thierry, où il s'est marié et où il possède des terres et des charges. Il continue alors de résider dans la maison familiale, dont il hérite en 1658. En mauvaise situation financière et de plus en plus éloigné de la vie bourgeoise et provinciale, il finit par vendre la maison en 1676 et quitte définitivement Château-Thierry.
C'est en 1876 que, sous l'impulsion de la société historique locale, la municipalité de Château-Thierry acquiert la maison natale de Jean de La Fontaine et décide d'y installer un musée d'art. Un premier fond d'œuvres est offert par le collectionneur Jules Maciet. Depuis lors, les collections du musée se sont continuellement enrichies, grâce à des dons privés, des dépôts de l'état et une politique d'acquisition soutenue. Parallèlement, l'identité du musée, centrée autour de Jean de La Fontaine, s'est affirmée.

## La maison natale de Jean de La Fontaine
Charles de La Fontaine, père de Jean de La Fontaine est Maître des eaux et forêts à Château-Thierry. Il habite avec sa famille dans un hôtel particulier situé au pied du massif du vieux château, à côté d'un couvent de Cordeliers. C'est là que naît Jean de La Fontaine le 8 juillet 1621. À la mort de son père en 1658, Jean de La Fontaine hérite de sa charge de Maître des Eaux et Forêts et de la maison. Il est obligé de vendre la maison en 1676 en raison de difficultés financières. L'acheteur est son cousin Antoine Pintrel.
Construite à la Renaissance (la date 1559 était gravée à droite de la porte, sur l'un des quatre pilastres qui rythment la façade), elle garde des éléments de sa décoration première : un bandeau de fleurs de lys au-dessus de la porte, trois ordres de petits chapiteaux sculptés, de belles corniches hautes et plates, et, au-dessus de celle qui souligne le premier étage, des croissants entrelacés. Ce motif des trois croissants, chiffre de Diane de Poitiers, se retrouve dans les châteaux de la célèbre favorite de Henri II, sans qu'on sache pourquoi elle se retrouve sur la façade de la maison de Jean de La Fontaine.

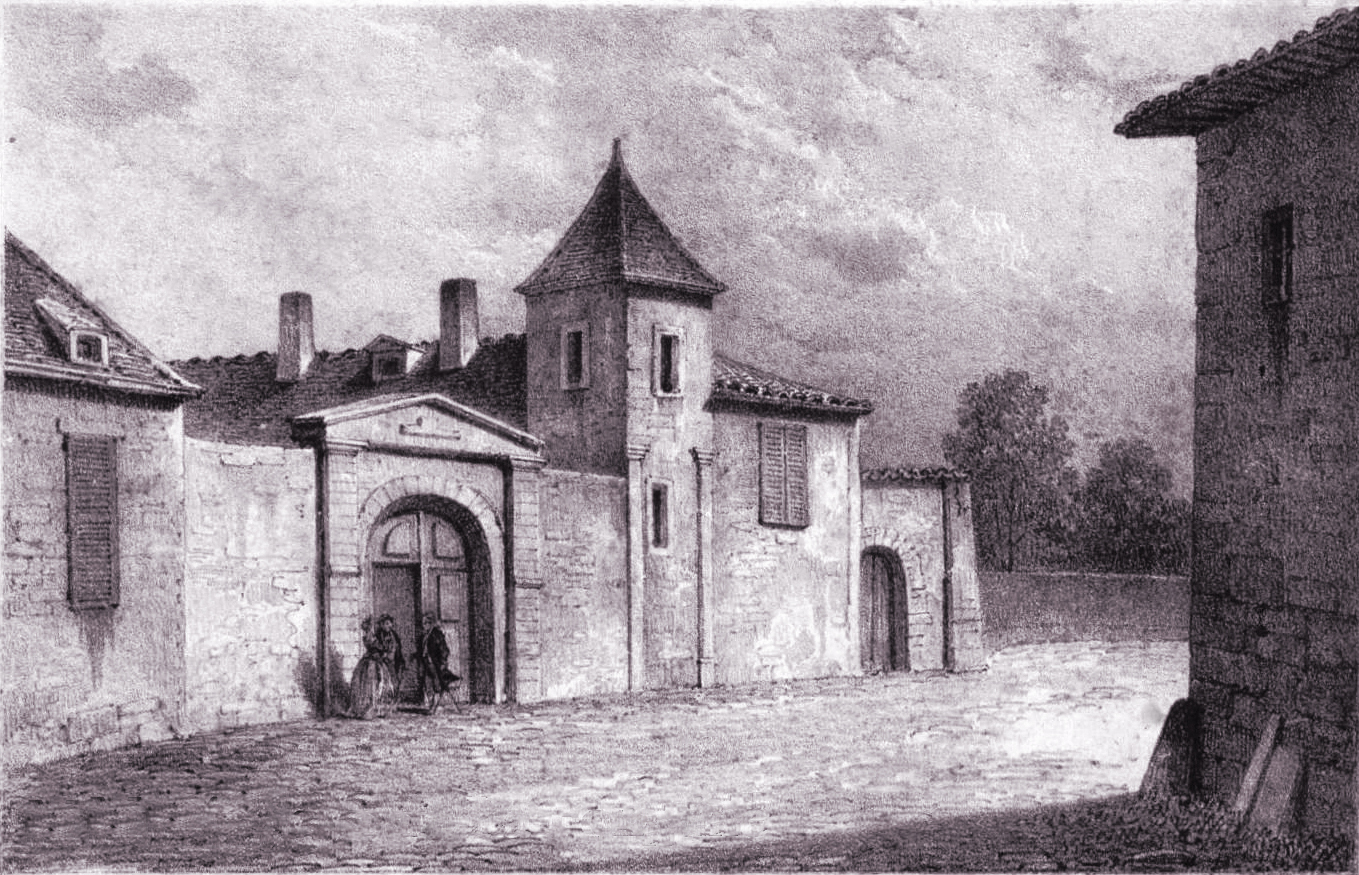
Lithographie de Jean-Baptiste Arnout montrant l'aspect originel de la maison.

Le perron de pierre et brique à double révolution avec sa rampe ancienne, le vieux puits, donnent à la cour un air à la fois noble et gracieux. Du temps de La Fontaine, cette cour, ouvrant sur la rue par une vaste porte cochère flanquée de deux pilastres et couronnée d'un fronton, avait un aspect monumental. Le portail a été supprimé pour élargir la rue. Il a été remplacé par la grille actuelle. 
La maison appartint aux La Fontaine jusqu'en 1676, date à laquelle le fabuliste la vendit à Antoine Pintrel, gentilhomme de la grande vénérie du Roy. Le contrat de vente donne des renseignements précieux sur son ordonnance et ses commodités : 
"c'est à savoir une maison recouverte de thuilles, scize en rue des Cordeliers dudict Chaûry deux aisles et bas costez, l'un consistant en une salle, chambres et autres lieux, celliers dessoubz, et gresniers dessus, le tout de fond en comble. Aussy un escalier basty en tourelle couvert d'ardoises pour monter auxdits lieux. L'autre en escurie, collombier, tourelle, fournil et buscher, une grande et petite gallicine, le tout fermé de murailles…"
La tourelle, selon la tradition, menait au cabinet de travail de La Fontaine situé dans l'aile, au premier étage sur la rue.
Le bel escalier de pierre, voûté en berceau, les superbes plafonds à poutres apparentes, quelques éléments de parquets anciens et de dallages de tomettes en terre cuite sont tels que La Fontaine les a connus.
Avec le soutien de l'État et du Conseil général de l'Aisne, la Ville de Château-Thierry a entrepris à partir de 2008 la restauration des façades de cet hôtel particulier, classé monument historique.

## Histoire du musée
En 1869, des membres de la Société historique et archéologique de Château-Thierry, menés par Alphonse Barbey, obtiennent un accord de vente de la part des propriétaires de la maison natale de Jean de La Fontaine. Ils souhaitent préserver le bâtiment d'éventuelles dégradations et y installer un musée ainsi qu'une bibliothèque publique. Pour couvrir les frais d'acquisitions et d'aménagement, une souscription publique est lancée sous le patronage de la Société historique. Celle-ci est interrompue par la guerre de 1870. La somme couvrant l'achat de la maison (16 000 francs) est finalement réunie en 1876.
Un premier fond d'œuvres (tableaux, dessins, gravures, sculptures) est constitué grâce aux donations faites par le collectionneur Jules Maciet en 1876, 1877 et 1878. Ces œuvres sont alors exposées dans le salon lambrissé du rez-de-chaussée. Quand le nouvel Hôtel de Ville de Château-Thierry est inauguré en 1893, les principales pièces du musée y sont transférés pour le décorer. Le musée est de fait supprimé. Il est réinstallé en 1898 au premier étage de la maison.

## Collections
Du fait de la renommée internationale de Jean de La Fontaine, les collections du musée sont particulièrement riches. Les éditions de ses œuvres, les objets d'art ornés de fables abondent à toutes les époques, du XVIIe siècle à nos jours. De François Chauveau - premier illustrateur qui travailla sous le contrôle de La Fontaine - et Laurent Cars - qui grava des fables d'après Jean-Baptiste Oudry - à Salvador Dalí, les fables continuent de voyager à travers le temps et les pays. 
Les visiteurs peuvent voir l'acte de baptême du poète, des manuscrits autographes, divers documents relatifs à ses propriétés aux environs de Château-Thierry et à ses fonctions de Maître des eaux et forêts. 
Les éditions publiées de son vivant ainsi que la grande clef du portail de sa maison sont également conservés au musée.
Une riche collection de peintures et d'objets d'art autour du thème Lafontainien est présentée sur le parcours de la visite. Le cabinet de travail du fabuliste est désormais ouvert au public au premier étage de la maison.

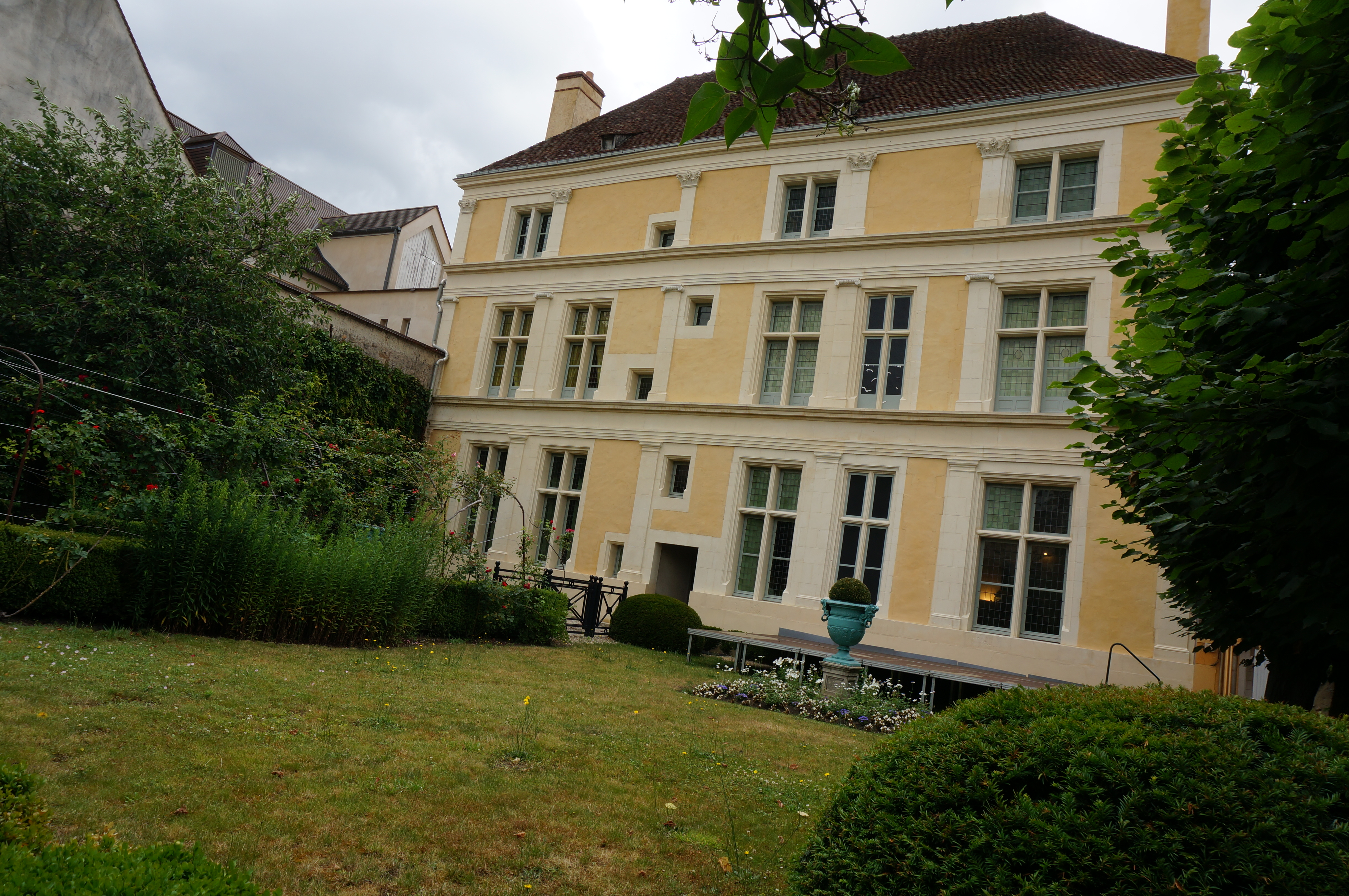
Façade sur jardin
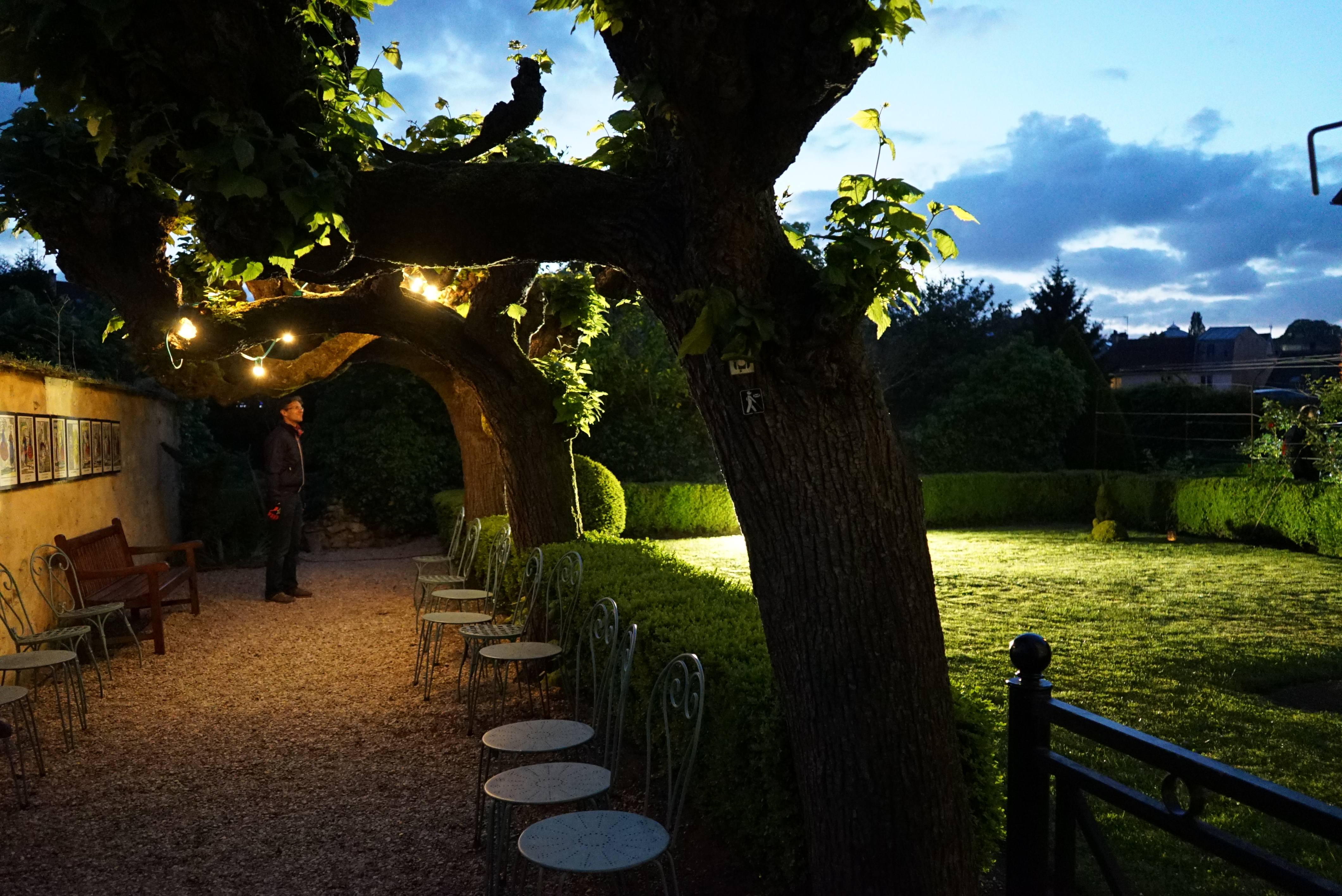
Le jardin lors de la Nuit des musées.
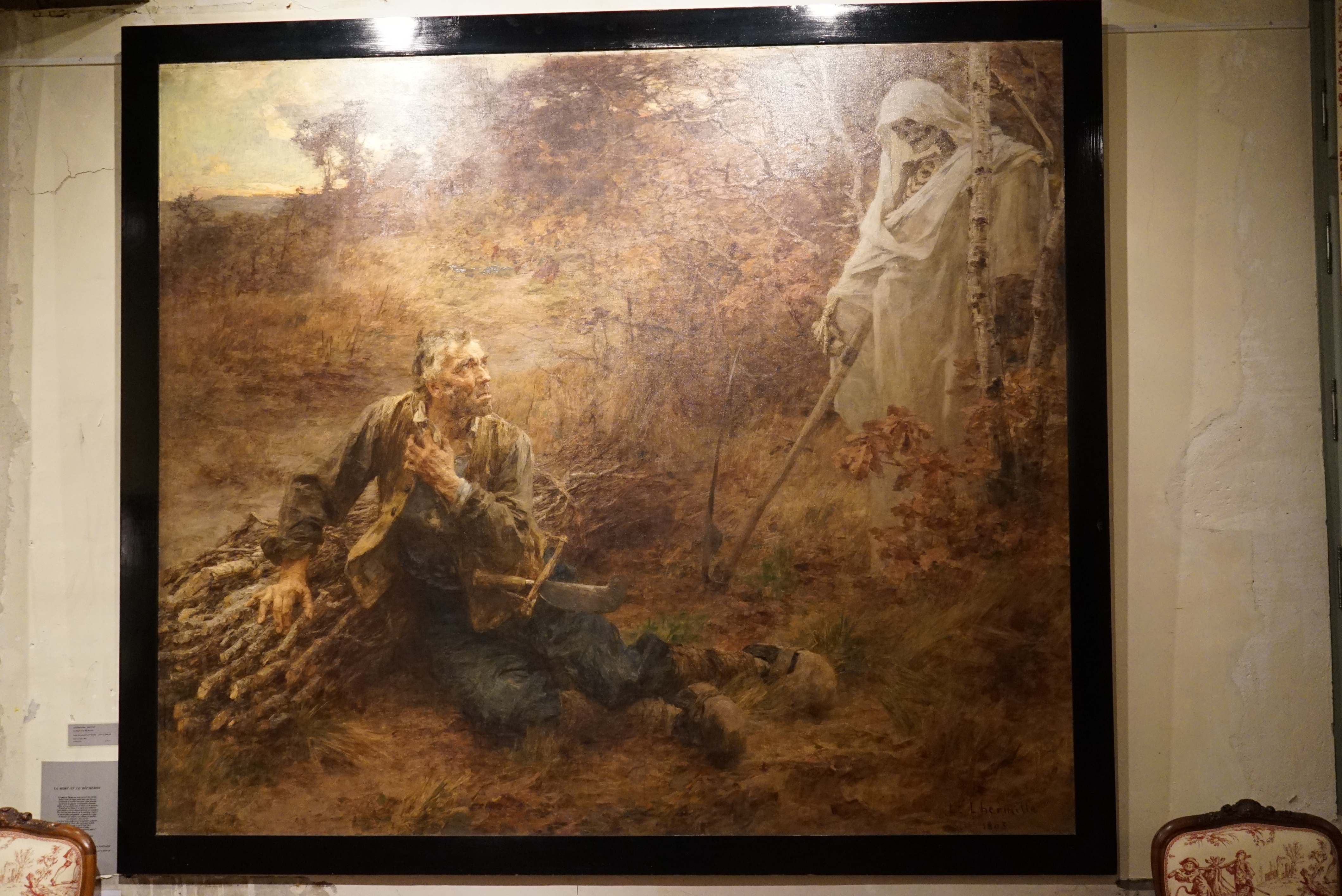
Léon Lhermitte la Mort et le paysan.
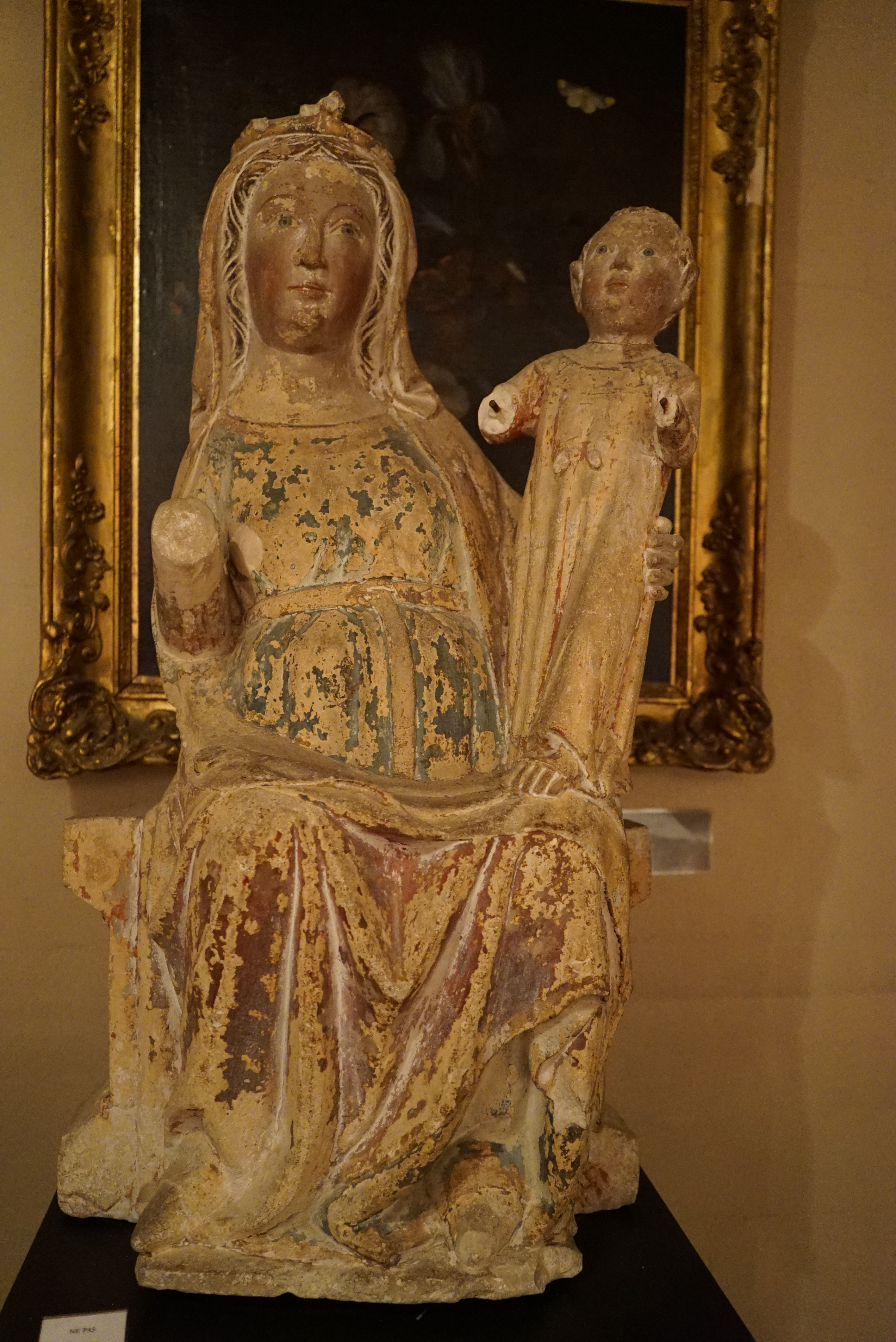
Notre Dame à l'Enfant provient de Mézy-Moulins.

Les salles sont organisées par époque, une pour le XVIIe, puis jusqu'au XXe siècle. Une salle est dédiée aux expositions temporaires.

### Jean de La Fontaine

#### Portraits peints

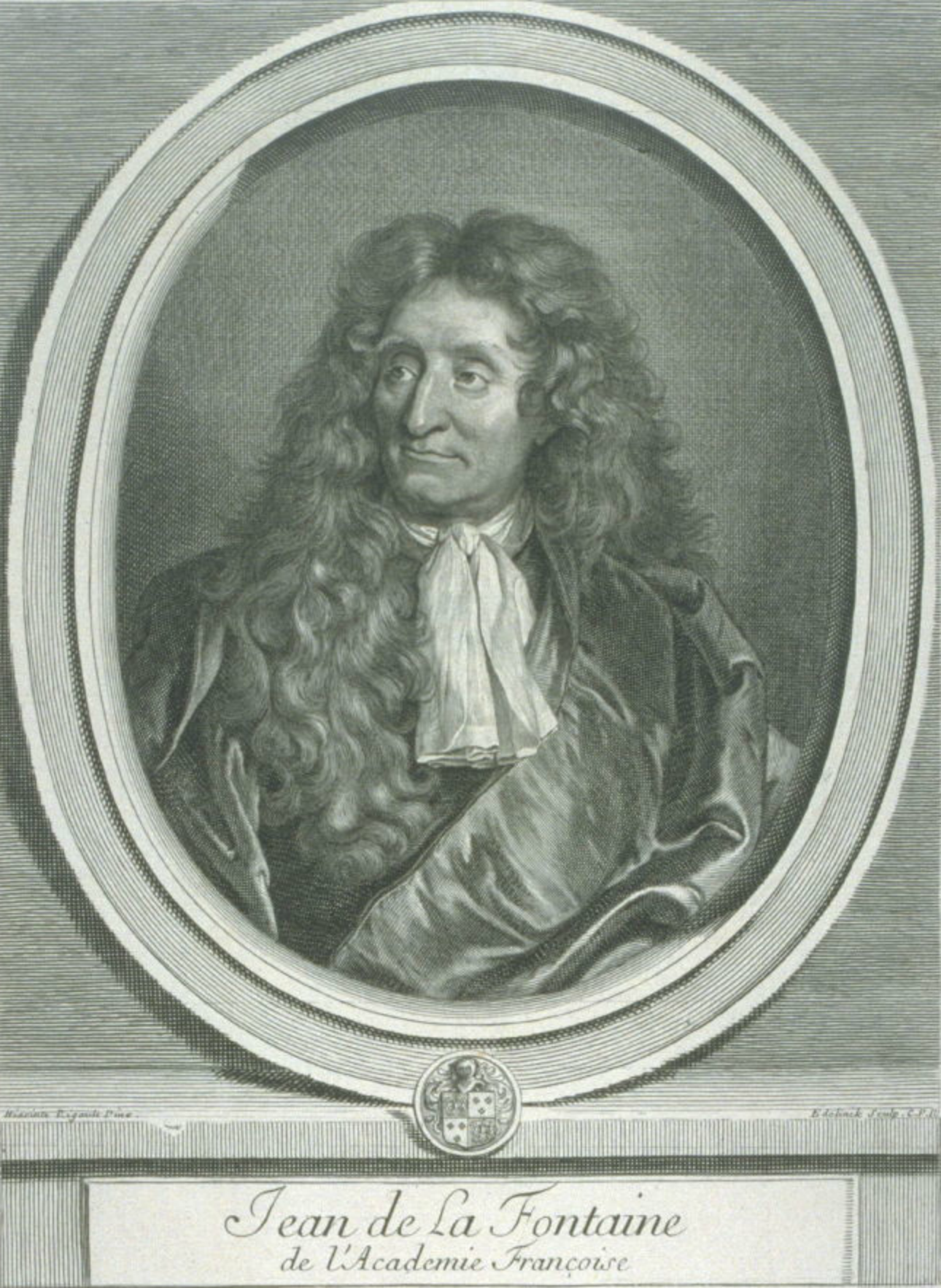
Gérard Edelinck, Jean de La Fontaine, gravure réalisée d'après le portrait peint par Rigaud, 1690.

Le portrait le plus connu de Jean de La Fontaine est probablement celui peint par Rigaud en 1690 et largement diffusé par une gravure de Gérard Edelinck. Il existe deux versions du tableau de Rigaud, aujourd'hui conservées au musée de l'abbaye de Montserrat (dans un format rectangulaire) et au musée Carnavalet, (dans un format ovale). Plusieurs répliques d'atelier furent également produites. Le musée possède l'une d'entre elles,, ainsi qu'un tirage de la gravure d'Edelinck.

#### Bustes et statues

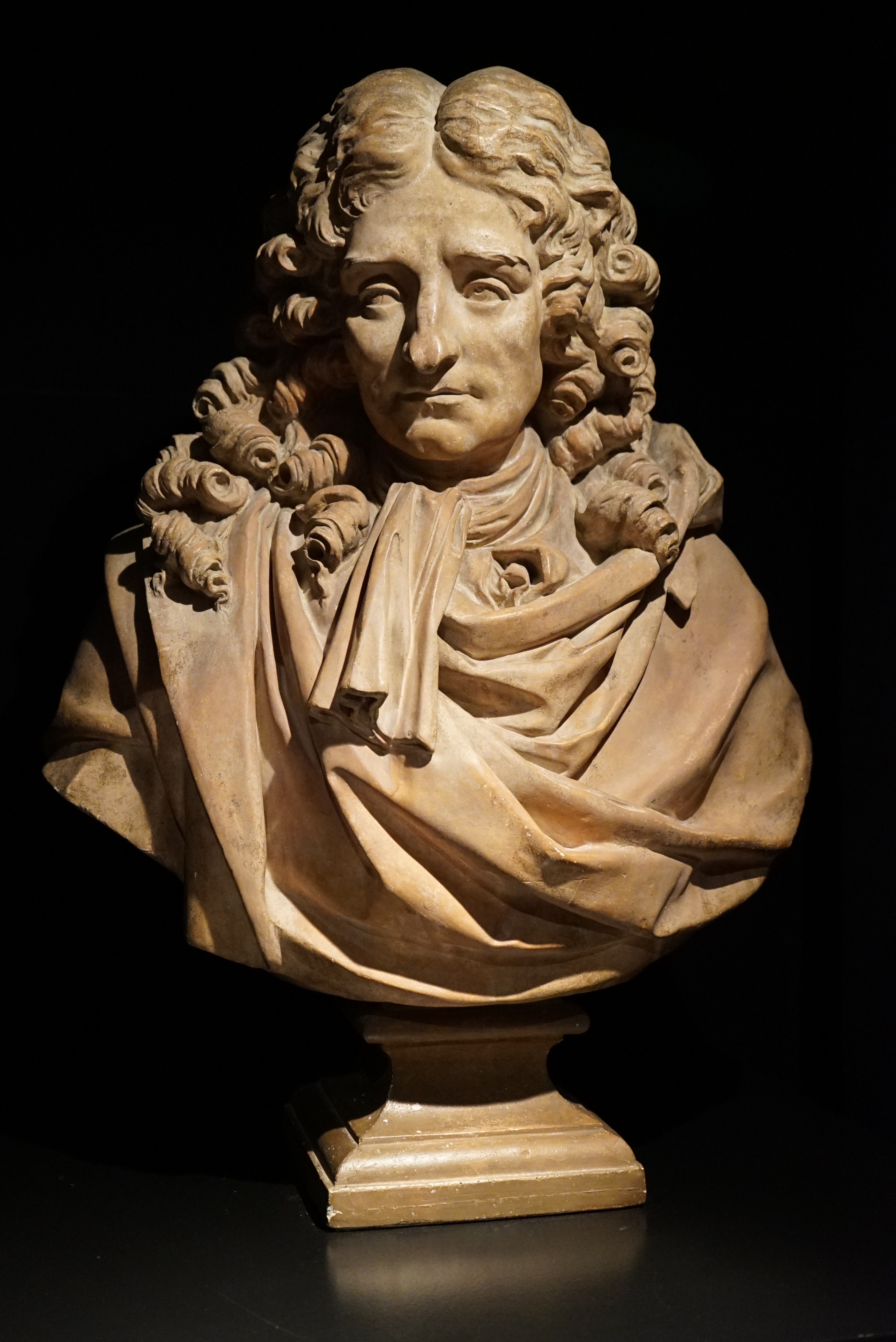
L.-P. Deseine, Jean de La Fontaine, 1799

Dès le XVIIIe siècle, La Fontaine fut considéré comme l'une des grandes figures de la littérature française, au même titre que Molière, Racine ou Corneille. On commanda sa statue ou son buste pour décorer des édifices et des lieux publics. Il fit ainsi partie des personnages retenus par le comte d'Angiviller, directeur général des Bâtiments du roi, lorsque celui-ci décida en 1776 de faire exécuter une série de grandes statues de marbre à la gloire des Hommes illustres de la France. La statue de La Fontaine fut confiée à Pierre Julien, qui la livra en 1785. Elle est aujourd'hui exposée au Louvre. Le musée Jean-de-La-Fontaine en possède quant à lui une petite esquisse préparatoire en terre cuite.
Le musée conserve également le buste en terre cuite exécuté en 1799 par Louis Pierre Deseine pour le musée des Monuments Français et le modèle en plâtre de la statue en marbre de Bernard Seurre qui décore le Palais de l'Institut.

#### Lettres et documents
- Acte de baptême de Jean de La Fontaine
- Lettre manuscrite autographe à son oncle Jeannart
- Titre de vente signé par Marie Héricart et Jean de La Fontaine

### Les Fables

#### Premières éditions
Editions originales de 1668 in-4°, de 1672, de 1678-1694 in-12, illustrées par François Chauveau.

#### Illustrations d'Oudry
Entre 1729 et 1734, alors qu'il travaille à la Manufacture de Beauvais, Jean-Baptiste Oudry réalise 275 dessins illustrant les Fables, pour servir de cartons de tapisserie. Il s'agit de dessins à l'encre sur papier bleu avec des rehauts de gouache blanche. Chaque feuille mesure environ 30 cm de hauteur et 25 cm de largeur. En 1751, Montenault achète l'ensemble des dessins dans le but d'éditer un recueil illustré des Fables. Après avoir été adaptés par Charles-Nicolas Cochin, les dessins sont gravés par une équipe d'une quarantaine de graveurs. Cette immense et coûteuse entreprise nécessite le soutien financier du roi. Le recueil est finalement publié en quatre volumes entre 1755 et 1759. Par la suite, les dessins d'Oudry sont montés en deux albums, qui changent plusieurs fois de mains. En 1973, le deuxième album est démembré et ses dessins vendus séparément. La plupart d'entre eux ont depuis été acquis par des musées, dont trois par le musée Jean-de-La-Fontaine : Les Deux Coqs, Le Paysan du Danube et Belphegor.

#### Tableaux duXIXesiècle

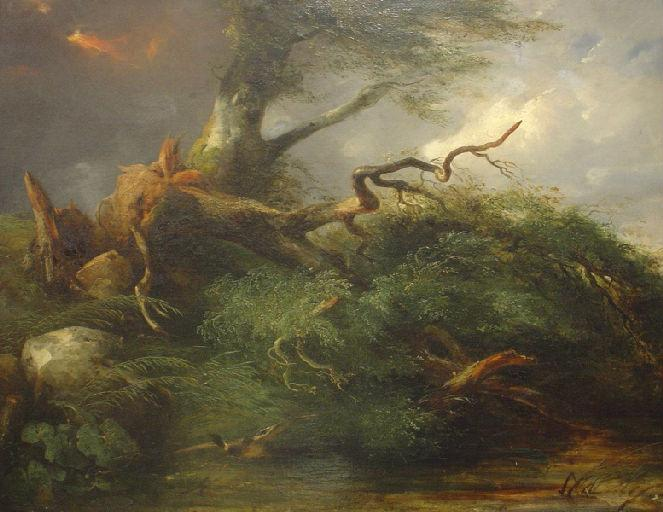
J. Coignet, Le Chêne et le Roseau, 1831

- Hortense Haudebourt-Lescot, Le Meunier, son Fils et l'Âne [15]
- Alexandre Decamps, Le Singe et le Chat [16]
- Alexandre Decamps, Le rat qui s'est retiré du monde [17]
- Jules Coignet, Le Chêne et le Roseau [18]
- Léon Lhermitte, La Mort et le Bûcheron [19]

#### Collection Feuillet de Conches
La collection rassemblée par Feuillet de Conches comprend 145 dessins occidentaux (Allemagne, Pologne, Belgique, Suisse, Italie, Angleterre, France, Amérique) et 200 dessins orientaux (Egypte, Abyssinie, Chine, Japon, Inde).

### Les Contes

#### Premières éditions
Edition originale de 1699 illustrée par Romeyn de Hooghe.

#### Tableaux duXVIIIesiècle
- Nicolas Vleughels, Le Gascon puni [20]
- Nicolas Vleughels, Le Petit Chien qui secoue l'argent [21]
- La Courtisane amoureuse[22]
- Sébastien Leclerc, Les Lunettes [23]
- Louis Hersent, Joconde [24]
- Louis Hersent, La Fiancée du Roi de Garbe [25]

### Artistes régionaux

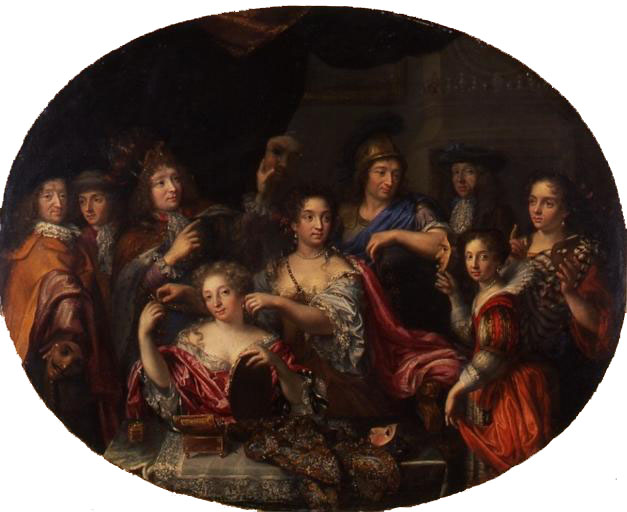
G. Revel, Portrait de la famille Le Moine, 1683, huile sur toile,.

Né en 1643 à Château-Thierry, le peintre Gabriel Revel fait partie de l'atelier de Charles Le Brun, puis devient membre de l'Académie royale de peinture et de sculpture. Pratiquant la peinture d'histoire tout autant que le portrait, il fait carrière à Paris puis à Dijon, où il meurt en 1712. Il honore néanmoins plusieurs commandes destinées à sa ville natale (pour le maître-autel de l'église Saint-Crépin et la chapelle de l'Hôtel-Dieu). Le musée Jean-de-La-Fontaine conserve un beau portrait collectif, peint par Revel en 1683, où les modèles sont représentés dans une scène de départ au bal.
Originaire de Mont-Saint-Père, un village proche de Château-Thierry, Léon Lhermitte (1844-1925) est une des grandes figures de la peinture naturaliste. Fils d'instituteur, il quitte son village natal à vingt ans pour suivre, grâce à une bourse, les cours de l'École impériale de dessin. Dans ses tableaux, Lhermitte dépeint essentiellement la vie rurale, celle de son enfance à Mont-Saint-Père, à laquelle il reste profondément attaché. Outre le grand tableau illustrant La Mort et le Bûcheron, déposée par le Musée d'Orsay, le musée Jean-de-La-Fontaine expose une petite vue de Mont-Saint-Père .
Moins connu que Léon Lhermitte, Eugène Buland (1852-1926) est lui aussi un peintre naturaliste. Né à Paris et formé à l'École des beaux-arts dans l'atelier de Cabanel, il obtient deux fois le second prix de Rome. Il délaisse assez vite la veine académique pour peindre des sujets de la vie quotidienne dans une manière réaliste très minutieuse, aux effets illusionnistes. Il s'installe à Charly-sur-Marne dès 1883 et y réside jusqu'à sa mort. Le musée possède un petit tableau de Buland, intitulé Le Repas du jardinier ,, don de l'artiste lui-même. 

### Autres œuvres
- David Teniers le Jeune, L'Alchimiste [30]
- Cecco Bravo, Herminie casquée [31]
- D'après Rubens, Le Jardin d'Amour [32]